# Energía negativa (física)
La energía negativa es un concepto que se utiliza en física para explicar la naturaleza de ciertos  campos, incluyendo el  campo gravitatorio y un número de efectos en el campo cuántico.  
En algunas teorías hipotéticas, la energía negativa está involucrada en los agujeros de gusano, los cuales permiten el viaje en el tiempo y el impulso de deformación para curvar o distorsionar el espacio tiempo, permitiendo un viaje en el espacio más rápido que la luz. 

## Energía gravitatoria
La fuerza de atracción gravitatoria entre dos objetos representa la magnitud de energía gravitatoria que atrae a los objetos entre ellos. Cuando están infinitamente lejos, la atracción gravitatoria que los atrae se acerca a cero. Mientras dos objetos se muevan hacia sí mismos, el movimiento se acelera bajo la acción de la gravedad causando un aumento en la energía positiva cinética de un sistema. Al mismo tiempo, la atracción gravitatoria - y por tanto energía - también aumenta su amplitud. Pero la ley de la conservación de energía requiere que la energía neta del sistema no cambie. Esto solo puede resolverse si el cambio en energía gravitatoria es negativo, anulando el cambio positivo en la energía cinética. Debido a que la energía gravitatoria se hace más fuerte, la disminución solo puede significar que es negativa.
Un universo en el que la energía positiva dominara, al final colapsaría en un Big Crunch (gran aplastamiento), mientras que en un universo donde la energía negativa dominara se expandiría indefinidamente y finalmente se desintegraría en un Big Rip (gran desgarro). En el modelo del universo de energía cero, el total de energía en el universo es exactamente cero: la cantidad de energía positiva en forma de materia es cancelada totalmente por su energía negativa en forma de gravedad. Las observaciones actuales apoyan el escenario en el cual el universo se expandirá a un ritmo mayor y, por lo tanto está dominado por la energía negativa. Sin embargo, la naturaleza gravitatoria de esta energía es menos soportada y comúnmente atribuida al misterio de la "energía oscura".

## Efectos en el campo cuántico
Las energías negativas y la densidad de la energía negativa son consistentes con la teoría cuántica de campos.

### Efecto Casimir
En el efecto Casimir, dos placas planas puestas a una distancia muy corta restringen la longitud de las ondas cuánticas que puedan existir entre ellas. En respuesta, esto restringe los tipos y por ende el número y la densidad de los pares de la partícula virtual que pueden formar en la interferencia en el vacío y puede resultar en una densidad de energía negativa. Esto causa una fuerza atractiva entre las placas, que ya ha sido medida.

### Soluciones negativas de Dirac
Cuando Paul Dirac formuló en 1928 una ecuación cuántica relativista para describir adecuadamente a los electrones, encontró que junto con soluciones ordinarias que describían electrones (de un modo similar a la ecuación de Schrödinger) aparecían soluciones válidas de dicha ecuación que tenían energía negativa y que no parecían tener una contrapartida en la mecánica cuántica anterior. Con el tiempo, estas soluciones fueron interpretadas como las antipartículas de los electrones, es decir, como positrones.
La existencia de estas soluciones implicaba algunas dificultades teóricas, como que la energía de un sistema de electrones podía no estar acotada inferiormente, y las dificultades que eso ocasiona a la hora de definir un estado fundamental para los electrones de cualquier átomo. Originalmente, Dirac recurrió a la interpretación llamada "teoría de huecos" para resolver esta dificultad. Esta interpretación no resolvía otros problemas como una energía del vacío infinita. Con el tiempo apareció una interpretación diferente que consideraba estas soluciones como antipartículas, asunto que resolvía el problema de la energía infinita del vacío.

### Luz comprimida
Es posible ordenar múltiples haces de luz láser, tantas que la interferencia cuántica destructiva suprimiera las fluctuaciones del vacío. Tal estado de vacío comprimido involucra a la energía negativa. La forma repetitiva de onda de luz nos lleva a una región alternativa de energía positiva y negativa.

### Radiación de Hawking
Las partículas virtuales con energía negativa pueden existir por un periodo corto de tiempo. Este fenómeno es parte del mecanismo involucrado en la radiación de Hawking, que explica por qué los agujeros negros se evaporarían lentamente.

## Otras sugerencias

### Física fractal
La teoría de la física fractal está basada en la idea de escala invariable, que nos dice que un fenómeno puede ser fundamentalmente el mismo, así sea visto desde una escala cósmica o una subatómica. Específicamente, se extiende a las dos Relatividades Especiales postuladas a escala. La primera postulación, asume que la escala uniforme absoluta no puede ser detectada, la segunda que la rapidez c de los fotones de radiación electromagnéticos en el vacío son independientes de la escala.
La teoría de la física fractal requiere la presencia de ambas energías, la negativa y positiva.

### Agujeros de gusano
La energía negativa aparece en la teoría hipotética sobre los agujeros de gusano. Un agujero de gusano conecta directamente dos lugares que podrían estar separados arbitrariamente lejos, tanto en espacio como en tiempo, y en principio permite un viaje cercano e instantáneo entre ellos.

### Curvatura (desplazamiento)
Un principio teórico para un desplazamiento por curvatura o impulso de deformación para una astronave ha sido sugerido, involucrando la energía negativa. Comprometía una solución para la ecuación de Einstein sobre  la relatividad general, en la cual una burbuja de espacio tiempo es movida rápidamente al expandir el espacio que hay detrás y al reducir el espacio delante de él.